# Michał Czekaj
Michał Czekaj (ur. 13 lutego 1992 roku w Krakowie) – polski piłkarz występujący na pozycji obrońcy w polskim klubie Garbarnia Kraków.

## Kariera klubowa
Czekaj jest wychowankiem Wisły Kraków, w Ekstraklasie zadebiutował 20 sierpnia 2011, w meczu z Koroną Kielce.

## Statystyki
(stan na 27 grudnia 2020)
| Klub                 | Sezon              | Liga               | Liga  | Liga   | Puchary krajowe | Puchary krajowe | Puchary europejskie | Puchary europejskie | Suma  | Suma   |
| Klub                 | Sezon              | Liga               | Mecze | Bramki | Mecze           | Bramki          | Mecze               | Bramki              | Mecze | Bramki |
| -------------------- | ------------------ | ------------------ | ----- | ------ | --------------- | --------------- | ------------------- | ------------------- | ----- | ------ |
| Wisła Kraków         | 2011/12            | Ekstraklasa        | 11    | 0      | 4               | 0               | 2                   | 0                   | 17    | 0      |
| Wisła Kraków         | 2012/13            | Ekstraklasa        | 8     | 0      | 2               | 0               | –                   | –                   | 10    | 0      |
| Wisła Kraków         | 2013/14            | Ekstraklasa        | 7     | 0      | 0               | 0               | –                   | –                   | 7     | 0      |
| Wisła Kraków         | 2014/15            | Ekstraklasa        | 1     | 0      | 1               | 0               | –                   | –                   | 2     | 0      |
| Wisła Kraków         | 2015/16            | Ekstraklasa        | 0     | 0      | 1               | 0               | –                   | –                   | 1     | 0      |
| Wisła Kraków         | Łącznie            | Łącznie            | 27    | 0      | 8               | 0               | 2                   | 0                   | 37    | 0      |
| Rozwój Katowice      | 2016/17            | II liga            | 15    | 0      | 0               | 0               | –                   | –                   | 15    | 0      |
| Rozwój Katowice      | 2017/18            | II liga            | 28    | 0      | 0               | 0               | –                   | –                   | 28    | 0      |
| Rozwój Katowice      | Łącznie            | Łącznie            | 43    | 0      | 0               | 0               | –                   | –                   | 43    | 0      |
| Garbarnia Kraków     | 2018/19            | I liga             | 13    | 0      | 1               | 0               | –                   | –                   | 14    | 0      |
| Radunia Stężyca      | 2019/20            | III liga           | 17    | 0      | 0               | 0               | –                   | –                   | 17    | 0      |
| Radunia Stężyca      | 2020/21            | III liga           | 18    | 1      | 0               | 0               | –                   | –                   | 18    | 1      |
| Radunia Stężyca      | Łącznie            | Łącznie            | 35    | 1      | 0               | 0               | –                   | –                   | 35    | 1      |
| Raków II Częstochowa | 2021/22            | IV liga            | –     | –      | –               | –               | –                   | –                   | –     | –      |
| Raków II Częstochowa | 2022/23            | III liga           | 28    | 3      | 0               | 0               | –                   | –                   | 28    | 3      |
| Raków II Częstochowa | Łącznie            | Łącznie            | 28    | 3      | 0               | 0               | –                   | –                   | 28    | 3      |
| Garbarnia Kraków     | 2023/24            | III liga           | 24    | 0      | 3               | 0               | –                   | –                   | 27    | 0      |
| Łącznie w karierze   | Łącznie w karierze | Łącznie w karierze | 204   | 4      | 9               | 0               | 2                   | 0                   | 219   | 4      |